# Швабський діалект

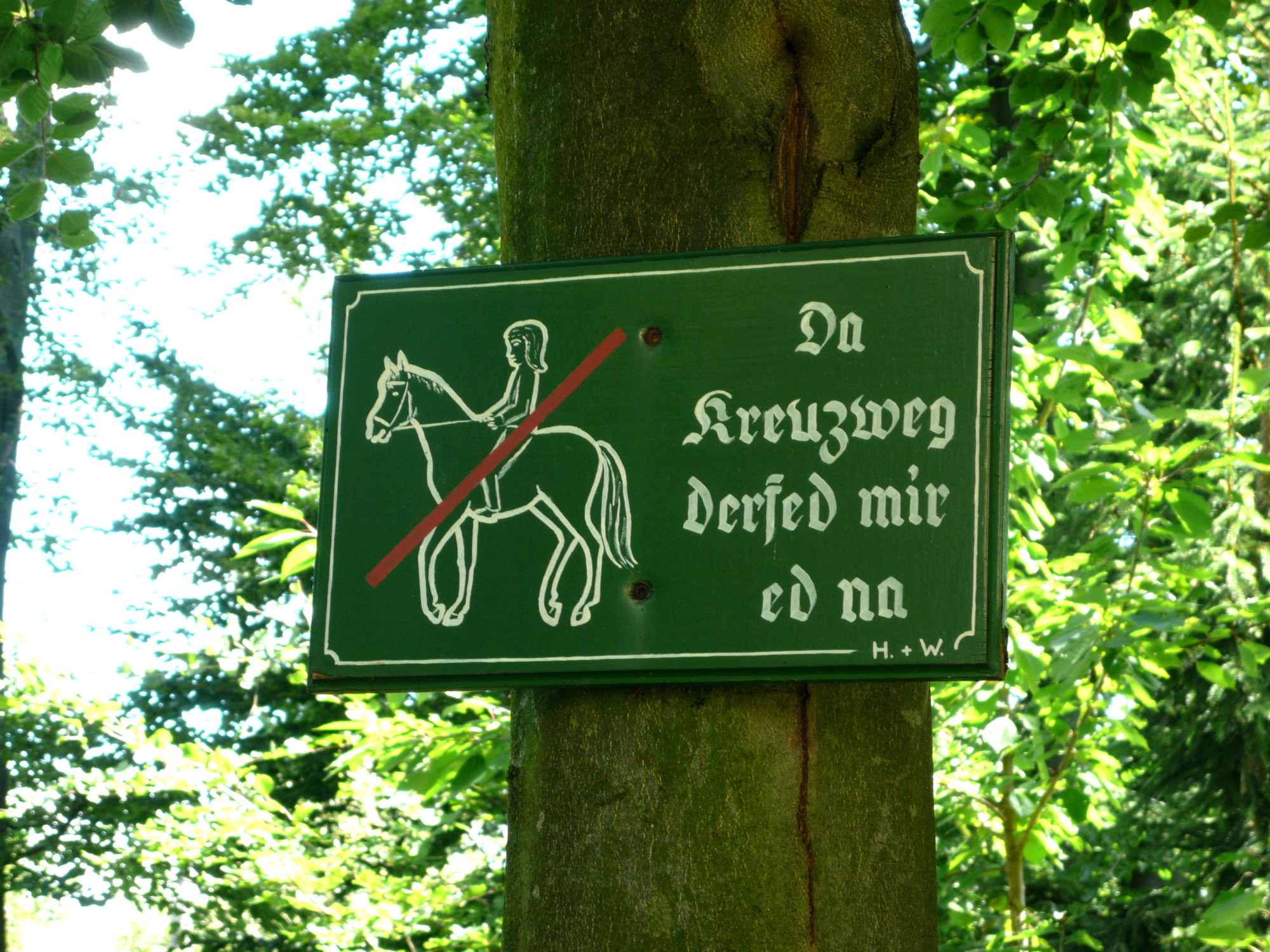
Вивіска «Den Kreuzweg dürfen wir nicht hinunter (reiten)»

Швабський діалект (нім. Schwäbisch) — діалект німецької мови, поширений в південно-східній частині Баден-Вюртемберга і на південному заході Баварії (Баварська Швабія). У Австрії швабський діалект зустрічається частково в Тіролі (Ройтте).
Діалект належить до алеманської групи південнонімецьких діалектів, входячи, таким чином, у верхньонімецьку мову, що зазнала друге пересування приголосних. Будучи поширеним географічно, швабський діалект формувався як група близькоспоріднених діалектів. Це спостерігається, наприклад, в особливостях форми другого причастя дієслова sein (gewesen), яка залежно від місцевості може мати вигляд gwäa, gsi, gsae або gsai.